# Arthur Schwab
Arthur Tell Schwab  (ur. 4 września 1896 w Bortwitz w Saksonii, zm. 27 lutego 1945 w Siglingen w Badenii-Wirtembergii) – szwajcarski lekkoatleta chodziarz, wicemistrz olimpijski z Berlina.
Schwab startował na trzech igrzyskach olimpijskich. W Paryżu w 1924 zajął 5. miejsce w chodzie na 10 kilometrów. Nie ukończył chodu na 50 kilometrów na igrzyskach w 1932 w Los Angeles. Na mistrzostwach Europy w 1934 w Turynie zdobył srebrny medal w chodzie na 50 kilometrów, przegrywając z Jānisem Daliņšem z Łotwy. Na igrzyskach olimpijskich w 1936 w Berlinie również wywalczył srebrny medal w chodzie na 50 km, tym razem za Brytyjczykiem Haroldem Whitlockiem.
Jego syn Fritz Schwab był także znanym chodziarzem, medalistą olimpijskim i mistrzem Europy.

## Najlepsze wyniki
- chód na 10 kilometrów – 46:02,0
- chód na 50 kilometrów – 4:31:32